# Ponte di Burnside

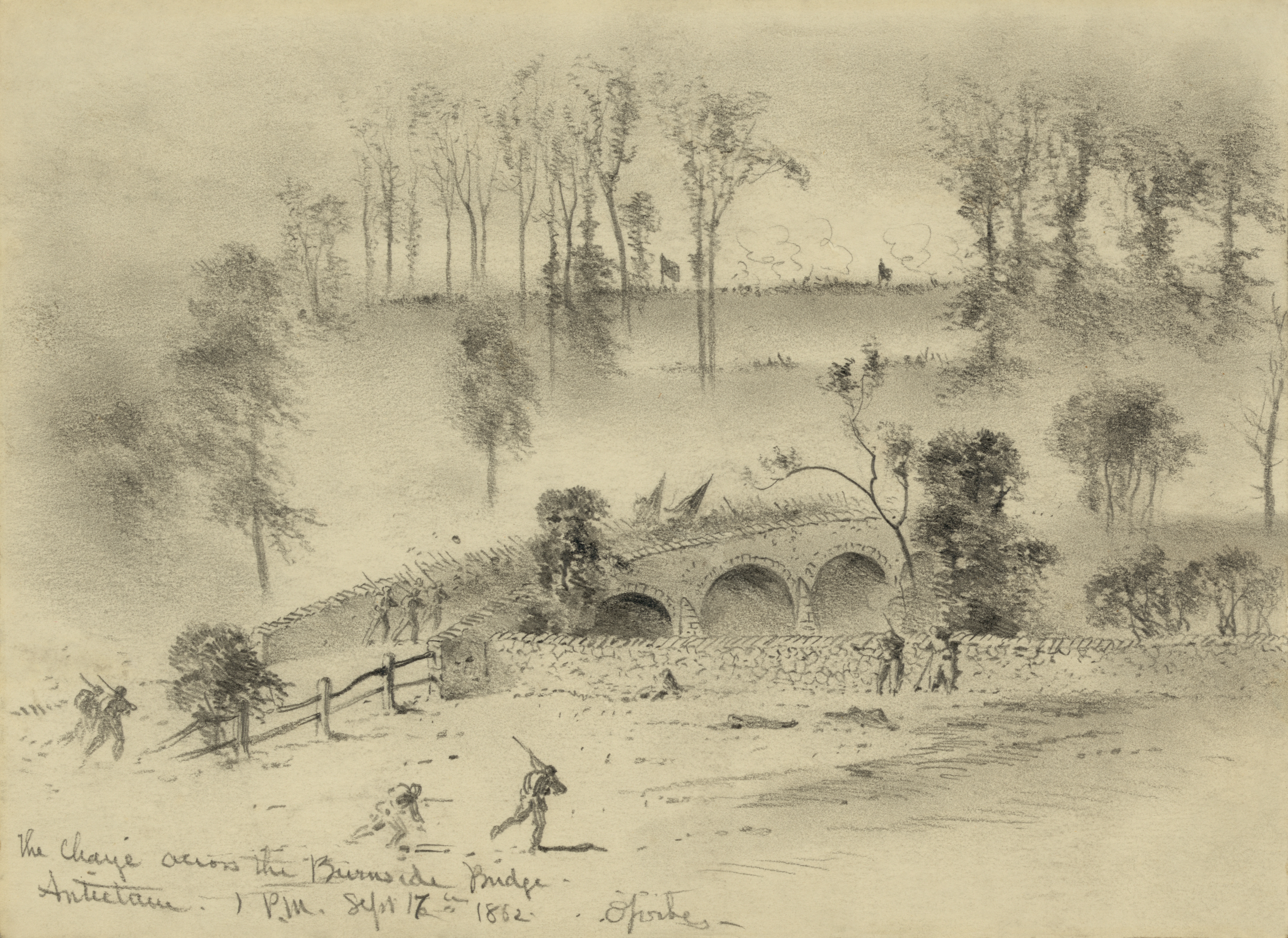
La carica dei reggimenti 51st New York e 51st Pennsylvania per attraversare il ponte di Burnside, di Edwin Forbes.

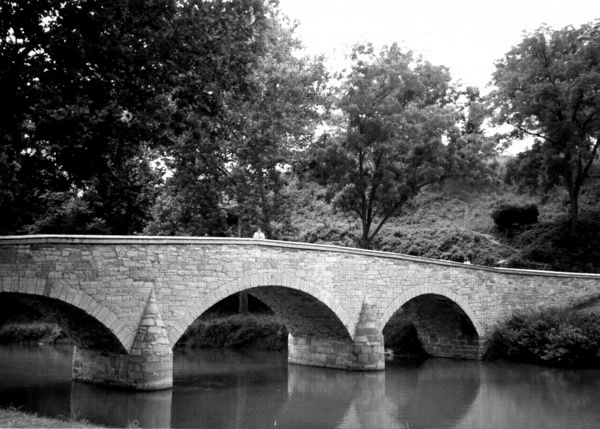
Il ponte di Burnside

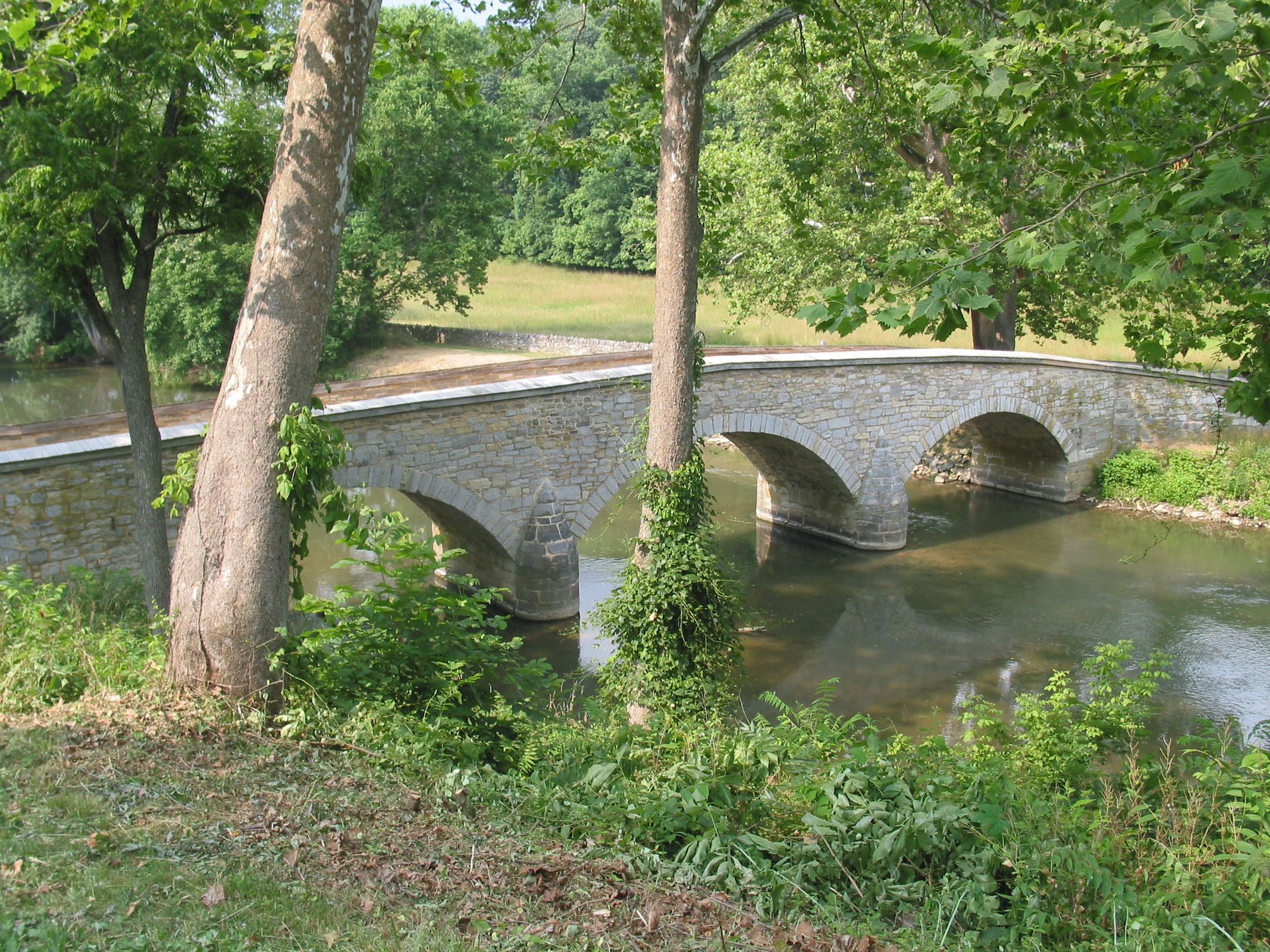
Il ponte di Burnside nel 2005

Il ponte di Burnside (Burnside's Bridge) è un simbolo della Battaglia di Antietam e un monumento nazionale dell'Antietam National Battlefield, vicino Sharpsburg (Maryland). Scavalcando l'Antietam Creek, il ponte svolse un ruolo tattico di grande rilevanza nel settembre 1862 nel corso di quel sanguinosissimo scontro della Guerra di Secessione, allorché un piccolo numero di soldati confederati della Georgia tenne strenuamente testa ai vani e ripetuti attacchi condotti da elementi unionisti per assumere il controllo del ponte. Infine i Federali, comandati dal Maggior Generale Ambrose Burnside, riuscirono a metterlo sotto controllo. Il ponte oggi porta per questo il nome di Burnside.
Costruito nel 1836 in pietra calcarea e granito dai contadini locali, fedeli della Church of God (i cosiddetti New Dunkers).

Fu edificato a tre arcate, ognuna delle cui luci misurava 3,7 metri, per uno sviluppo di 38 metri dell'intero ponte, esso consentiva l'attraversamento dell'Antietam Creek agli agricoltori per portare i loro prodotti e acquistare ciò che era loro necessario nel mercato di Sharpsburg.
Era inizialmente chiamato "Ponte basso" (the Lower Bridge), dal momento che ne esistevano altri due (l'Upper Bridge/Ponte alto e il Middle Bridge/Ponte mediano), che consentivano anch'essi ad animali e persone di superare il corso d'acqua. Il Ponte basso era chiamato anche Ponte di Rohrbach, dal nome d'un agricoltore che aveva il suo podere presso la struttura.
Dopo la guerra, il governo statunitense acquistò il ponte e il terreno annesso e il traffico veicolare sul ponte fu vietato. Il ponte è uno dei monumenti maggiormente fotografati dai turisti statunitensi.